# Демагнетизација
Демагнетизација представља поступак уклањања магнетизма. Спроводи се тако да се материјал подвргава магнетном пољу, почевши од јаког магнетног поља (засићење), које се постепено до нуле. Користи се за брисање података са магнетних медија и као заштита електронских уређаја којима присуство магнетизма може утицати на функционисање. Демагнетизација брода назива се дегазација. 
Магнетске особине материје потичу од магнетних момента атома и њихових интеракција које могу створити колективно магнетно распоређивање. Магнетизам атома је последица електронског магнетизма и атомског језгра и њихових интеракција. Орбитални магнетни моменат се разликује, услед кретања електрона око атомског језгра, и магнетног момента спина, као сопствених квантно-механичких својстава електрона и језгра. Што се тиче понашања у магнетном пољу, сва материја је карактеристична по својој магнетној пермеабилности. Тако се могу разликовати дијамагнетне, парамагнетске, феромагнетне, феромагнетне и антиферомагнетске супстанце. 
У уређајима са електронском електронском цеви, као што је ТВ или монитор, уграђена је хардверска функција уклањања магнетизације сене маске, оквира и других металних делова цеви. Демагнетизација се обично обезбеђује само на уређајима са вишебојним фосфором, јер, за разлику од монохроматских ЦРТ-а (у којима магнетизација узрокује малу геометријску дисторзију), са неколико боја фосфора, незнатно одступање електронског флукса узрокује да фосфор одговара другој боји, и доводи до врло приметна изобличења боје (тачке, промена боје).
Систем демагнетизације ЦРТ базира се на електромагнету и представља дебели појас (петља), постављен око периметра маске (изван ЦРТ) и повезан на генератор ниске фреквенције и велике кондензаторе. Кондензатори акумулирају наелектрисање, које се испушта преко генератора на појасу, узрокујући наизменично магнетно поље које мења резидуалну магнетизацију металних елемената. Због пригушења и варијабилне магнетизације, преостала магнетизација елемената постаје мање критична.
Многи уређаји са ЦРТ обављају аутоматско демагнетизирање одмах након укључивања напајања (све док се катода загрева).
Подаци се у магнетним медијима, као што су чврсти дискови, дискете и магнетна трака, чувају на тај начин што веома мале површине које се називају магнетни домени мењају своје магнетно поравнање у правцу примењеног магнетног поља. Демагнетизација, које се обично назива брисање, оставља домене у случајним узорцима без преференције према оријентацији, чиме се претходни подаци чине неповратно обрисаним. Постоје неки домени чије магнетно поравнање није насумично распоређено након демагнетизације. Информације које ови домени представљају обично се називају магнетна реманенција или реманентна магнетизација. Правилно демагнетизовање ће осигурати да нема довољно магнетског реманенције за реконструкцију података.
Брисање података путем демагнетизације може се обавити на два начина: у АЦ брисању, медиј се разграђује применом алтернативног поља које се смањује у амплитуди током времена од почетне високе вредности до нуле(тј. напајање наизменичном струјом); у ДЦ брисању, медијум је засићен наношењем једносмерног поља (тј. једносмерним напајањем или употребом перманентног магнета). Дегаузер је уређај који може да генерише магнетно поље за размагнетисање магнетних медија за чување података 